# ヌファリジン
ヌファリジン（英: Nupharidine）は、キノリジジン骨格を持った有機化合物の1種である。ヌファリジンは天然に産するアルカロイドの1種であり、塩基性を示す。

## 構造
ヌファリジンは分子式C15H23NO2であり、分子量は約249である。
キノリジジン骨格を有し、その窒素はN-オキシド化されアミンオキシドとなっている。加えて、ヌファリジン分子中にはフラン環も存在しており、分子中のもう1つの酸素原子はここに位置している。ヌファリジンは分子中に複数のキラル中心を持っており、その溶液は光学活性を持つ。

## 性質
ヌファリジンは常温・常圧では無色の固体である。N-オキシド化された部分が極性を持っているなどの理由で、極性溶媒である水やメタノールやエタノールには溶解しやすい。
この他、クロロホルムにも溶けやすく、また、アセトンやベンゼンにも多少ならば溶解する。
一般にアルカロイドはヒトが口にすると苦味を感ずる。ヌファリジンの水溶液をヒトが口にした場合も、その濃度が充分であれば、苦味を感ずることが知られている。
この他の性質として、ヌファリジンを加熱すると、220 °Cから221 °Cで分解する。
他のアルカロイドと同様にヌファリジンもドラーゲンドルフ試薬に反応する。

## 所在
アルカロイドであるヌファリジンは、スイレン科のコウホネの根茎に含有されていることが知られている。

## 主な参考文献
- 化学大辞典編集委員会 『化学大辞典 （縮刷版） 6』 共立出版 1963年12月15日発行 ISBN 4-320-04020-1